# Maecky Ngombo
Maecky Fred Ngombo Mansoni, né le 31 mars 1995 à Liège, en Belgique, est un footballeur professionnel belge qui joue comme attaquant au FC Botoșani.

## Biographie

### Carrière
Maecky Ngombo est formé au Standard de Liège avant de passer au Roda JC Kerkrade. Après des périodes au Fortuna Düsseldorf et au Milton Keynes Dons FC , il a signé un contrat en janvier 2018 jusqu'à mi-2018 avec Roda JC Kerkrade, qui l'a incorporé à un transfert gratuit après une période d'essai. Après une relégation avec Roda JC, il rejoint le FC Bari 1908 à la mi-2018 . Après que ce club n'ait pas obtenu de licence pour la Serie B peu de temps après , Ngombo a été transféré à l'Ascoli Calcio 1898 FC . 
Ngombo a signé un contrat avec Go Ahead Eagles en août 2019

### Personnel
Ngombo est un fils de Danny Ngombo Mansoni qui a joué pour le Beerschot AC , le FC Germinal Ekeren , le Charleroi SC et le FC Sérésien .

## Carrière de club

### Roda JC
Ngombo rejoint Roda JC Kerkrade en 2015. Il fait ses débuts pour Roda le 20 décembre 2015 contre Willem II Tilburg .  Dans l'ensemble, il a marqué 4 buts en 17 matchs pour le club.

### Fortuna Düsseldorf
Ngombo a déménagé à Fortuna Düsseldorf en 2016. Le 31 août 2017, au début de la saison 2017-2018, Düsseldorf a accepté de résilier son contrat. 

#### Prêt à MK Dons
Le 30 janvier 2017, Ngombo rejoint MK Dons, évoluant en League One, en prêt jusqu'à la fin de la saison 2016-17.

### Retour à Roda JC
En janvier 2018, Ngombo est retourné chez son ancien club Roda JC Kerkrade avec un contrat de six mois après avoir préalablement testé avec ce club en octobre 2017.

### Go Ahead Eagles
Le 29 août 2019, il signe un contrat avec le club néerlandais Go Ahead Eagles pour une durée d'un an avec une option de prolongation supplémentaire d'un an

### CR Belouizdad
Le 3 septembre 2020, il signe un contrat de trois ans avec le club algérien CR Belouizdad,

## Palmarès
- Vainqueur de la supercoupe d'Algérie en 2020 avec le Cr Belouizdad[réf. nécessaire]

## Statistiques du club
| Saison                     | club                  | Ligue          | Ligue | Ligue | tasse | tasse | International | International | Autre | Autre | Total | Total |
| Saison                     | club                  | Ligue          | Mer.  | Dlp.  | Mer.  | Dlp.  | Mer.          | Dlp.          | Mer.  | Dlp.  | Mer.  | Dlp.  |
| -------------------------- | --------------------- | -------------- | ----- | ----- | ----- | ----- | ------------- | ------------- | ----- | ----- | ----- | ----- |
| 2015/16                    | Roda JC Kerkrade      | Eredivisie     | 17    | 4     | 1     | 1     | 0             | 0             | 0     | 0     | 18    | 5     |
| 2016/17                    | Fortuna Düsseldorf    | 2. Bundesliga  | 6     | 0     | 1     | 0     | 0             | 0             | 0     | 0     | 7     | 0     |
| 2016/17                    | → Milton Keynes Dons  | Ligue un       | 9     | 0     | 0     | 0     | 0             | 0             | 0     | 0     | 9     | 0     |
| 2017/18                    | Roda JC Kerkrade      | Eredivisie     | 12    | 1     | 1     | 0     | 0             | 0             | 0     | 0     | 13    | 1     |
| 2018/19                    | FC Bari 1908          | Série B        | 0     | 0     | 0     | 0     | 0             | 0             | 0     | 0     | 0     | 0     |
| 2018/19                    | Ascoli Calcio 1898 FC | Série B        | 1     | 0     | 0     | 0     | 0             | 0             | 0     | 0     | 1     | 0     |
| Total carrière             | Total carrière        | Total carrière | 45    | 5     | 3     | 1     | 0             | 0             | 0     | 0     | 48    | 6     |
| Mis à jour le 26 juin 2016 |                       |                |       |       |       |       |               |               |       |       |       |       |